# Rechtsfähigkeit (Liechtenstein)
Die Rechtsfähigkeit in Liechtenstein beschreibt die Fähigkeit, selbständig Träger von Rechten und Pflichten zu sein. Diese Eigenschaft hat jede natürliche Person, unabhängig von Alter und Geisteszustand, d. h., jeder ist rechtsfähig. So kann zum Beispiel auch ein zwei Monate alter Säugling Erbe und somit rechtsfähig sein. Die Rechtsfähigkeit ist die Grundlage dafür, um Träger von Rechten und Pflichten zu werden (z. B. Handlungsfähigkeit, Geschäftsfähigkeit, Testierfähigkeit etc.).

## Grundsätze für alle Personen
Nach liechtensteinischem Recht hat jedermann unter den von den Gesetzen vorgeschriebenen Bedingungen die Fähigkeit, Rechte zu erwerben. Jeder Mensch hat angeborene, schon durch die Vernunft einleuchtende Rechte. Er ist daher als eine Person zu betrachten. Erlaubte Gesellschaften (juristische Personen, das ABGB verwendet den weiteren Begriff moralische Personen) haben im Verhältnis zu Dritten in der Regel die gleichen Rechte wie natürliche Personen.
Für einen Ausländer richtet sich die Rechtsfähigkeit nach seinem Personalstatut. Dem Ausländer können jedoch die angeborenen, „schon durch die Vernunft einleuchtende Rechte“ nicht abgesprochen werden, selbst wenn das Personalstatut des Ausländers etwas anderes vorsieht. Dies wird durch Art 9 PGR verstärkt und bestätigt:

„Rechtsfähig ist jedermann.
Für alle Menschen (natürlichen Personen) besteht demgemäss in den Schranken der Rechtsordnung die gleiche Fähigkeit, privatrechtliche Rechte und Pflichten zu haben.“

In Übereinstimmung mit Art. 16 ABGB bestimmt Art. 9 Abs. 3 PGR zudem:

„Diese Bestimmung ist auch international-rechtlich zwingend.“

## Beginn und Ende der Rechtsfähigkeit

### Natürliche Person
Die uneingeschränkte Rechtsfähigkeit natürlicher Personen beginnt mit der vollendeten Geburt. Die vollzogene natürliche oder künstliche Trennung des Kindes vom Mutterleib stellt diesen Zeitpunkt dar. Die Rechtsfähigkeit tritt ein, sobald das Kind ein Lebenszeichen von sich gegeben hat, gleichgültig, ob es später lebensfähig ist oder nicht. Ist strittig, ob eine Lebendgeburt vorliegt, wird im Zweifel vermutet, dass ein Kind lebend geboren wurde. Diese gesetzliche Vermutung hat unter anderem Auswirkungen in erbrechtlichen Fragen, denn nur ein lebend geborenes Kind ist erbfähig. Allerdings kommt auch dem noch ungeborenen Kind eine eingeschränkte Rechtsfähigkeit zu. Es ist unter der Voraussetzung der nachfolgenden Lebendgeburt Rechtssubjekt, soweit dies zu seinem Vorteil ist. Jede Geburt ist zu registrieren und eine Geburtsurkunde hierüber auszustellen.
Die Rechtsfähigkeit des Menschen endet mit dem Tod.

### Tiere
Das Liechtensteinische Sachenrecht (SR) sieht vor: „Tiere sind keine Sachen“ (Art 20a Abs 1 SR). „Soweit für Tiere keine besonderen Regelungen bestehen, gelten für sie die auf Sachen anwendbaren Vorschriften“ (Art 20a Abs. 2 SR).
Aus der Hinzufügung des Art 20a hat sich „in rechtlicher Hinsicht für die Tiere, auch wenn sie begrifflich (formell) keine Sache mehr sind, sich keine normative Veränderung zur alten Rechtslage ergeben“. Tiere haben daher eine unbekannte Zwischenstellung zwischen Person und Sache, jedenfalls aber keine Rechtsfähigkeit. Sie sind somit diesbezüglich teilweise schlechter gestellt als z. B. juristische Personen.

### Moralische Personen / Juristische Personen / Personengesellschaften

#### Inland
Inländische Moralische bzw. juristischen Personen bzw. bestimmten Personengesellschaften und Gemeinschaften erlangen die Rechtsfähigkeit im Normalfall mit dem Eintrag im liechtensteinischen Handelsregister. Ausnahme können unter Umständen bei öffentlich-rechtlichen Körperschaften, Anstalten, Stiftungen und Vereinen bestehen. Mit der Zuerkennung der Rechtsfähigkeit werden Moralische bzw. juristischen Personen bzw. bestimmten Personengesellschaften und Gemeinschaften zu Rechtssubjekten und können Träger von Rechten und Pflichten werden.
Mit der Löschung aus dem Handelsregister endet die Rechtsfähigkeit der juristischen Person entsprechend wieder, sofern eine Eintragung zuvor konstitutiv war. Unter Umständen auch erst mit der endgültigen Abwicklung (Liquidation).
Die Anerkennung der Rechtsfähigkeit und Parteifähigkeit juristischer Personen aus Liechtenstein im Ausland ist noch immer nicht zur Gänze gegeben. Dies ist unter anderem zurückzuführen auf:
- die Nichtteilnahme Liechtensteins an bilateralen oder multilateralen Gerichtsstands- und/oder Vollstreckungsabkommen wie z. B. dem Luganer Übereinkommen,
- die Verwendung und Ausgestaltung von Gesellschaftsformen, die im Ausland keine Entsprechung haben (z. B. die Anstalt privaten Rechts, Treuunternehmen, Trusts nach liechtensteinischem Recht etc.) und
- die Verwendung Liechtensteiner Unternehmen, insbesondere die Liechtensteinische Stiftung und Anstalten privaten Rechts zu Zwecken der Steuerhinterziehung, Abgabenvermeidung und Pflichtteilsminderung.[8]

Mit dem Beitritt Liechtensteins zum Europäischen Wirtschaftsraum (EWR), dem Ablauf der Übergangsfristen zur Niederlassungsfreiheit zum 1. Januar 1998 und den Urteilen Daily Mail, Centros, Überseering und Inspire Art und anderen wurde die Situation etwas entschärft und die Anerkennung Liechtensteiner Unternehmen als juristische Personen stark verbessert und etabliert, dennoch wird insbesondere jedes Urteil aus Deutschland, mit welchem die juristischen Personen nach liechtensteinischem Recht anerkannt werden oder nicht, analysiert und kommentiert. Eine ähnliche Situation trifft auch die Schweiz, welche nicht Mitglied der Europäischen Union ist und auch nicht des EWR.
Mit dem Beschluss IV ZB 9/14 des BGH vom 3. Dezember 2014, wurde diesbezüglich grundsätzlich festgestellt, dass sich die Rechtsfähigkeit juristischer Personen als Träger von Rechten und Pflichten nach dem Personalstatut des Landes richtet, in dem diese juristische Person gegründet wurde (im konkreten Fall bezog sich dies auf Liechtenstein und eine Anstalt privaten Rechts).

#### Ausland
Die Rechtsfähigkeit und Parteifähigkeit juristischer Personen aus dem Ausland wird in Liechtenstein seit Jahrzehnten sehr umfassend anerkannt – siehe z. B. Art 232 – 239, 676 f, 833, 931, 1032 PGR; § 6 TrUG. Die Rechtsfähigkeit ausländischer Gesellschaften in Liechtenstein richtet sich grundsätzlich und mit Ausnahmen nach dem Gesellschaftsstatut, dem die ausländische Gesellschaft untersteht.